# 岩尾望
岩尾 望（いわお のぞむ、1975年〈昭和50年〉12月19日 - ）は、日本のお笑いタレント、俳優。お笑いコンビ・フットボールアワーのボケ担当。愛称はのんちゃん。相方は後藤輝基。大阪府大阪市東住吉区出身。身長171 cm、体重63 kg。血液型B型。吉本興業所属。

## 略歴
- 桃山学院高等学校、関西大学社会学部を卒業。吉本総合芸能学院 (NSC) 大阪校14期生。
- 1995年1月、NSC同期のカネシゲタカシ（現在は漫画家やイラストレーターとして活動）とコンビ「ドレス」を結成。
- 1999年3月にドレスを解散し、同年4月に同時期にコンビを解散していた後藤輝基と新しく「フットボールアワー」を結成した。
- 26年間自分の血液型を知らず、吉本興業のプロフィールでも「不明」と表記されていたが単独ライブ「ナイトボールアワー」にて献血で検査を受け、その結果を発表するという企画を行いB型と判明した。

## 人物
- 両親は京都大学出身の公務員で、一人っ子である。
- よしもと男前ブサイクランキングでの「ブサイクランキング」にて2003年～2005年度で3年連続1位を取り、殿堂入りを果たしている。
- 一人っ子であることから家族からは「可愛い」と育てられ、中高生時は友達が一人もいなかったため顔を弄られることもなかったので、自分がブサイクという事実は芸人になってからわかった。
- アイドル好きであり、Berryz工房のファン。中でも菅谷梨沙子推しで好きな楽曲は「付き合ってるのに片思い」。2015年3月3日を以って菅谷のいるBerryz工房が無期限活動停止となって以降、佐々木莉佳子（アンジュルム）推しを経て、宮本佳林（Juice=Juice）推しとなった。
- Mr.Childrenの大ファンでもある。
- Dragon Ashの降谷建志と親交が深い。2010年にはフットボールアワーが司会を務める「よしもとオンライン」の「オークション・アワー」に降谷がゲスト出演し共演している[1]。
- ペットに「つくし」というオスのトイプードルを飼っている。
- M-1グランプリ優勝時の年齢（当時28歳）は、2018年に霜降り明星に破られるまで15年にわたって最年少記録であった。
- ざっくりバンド「バレンシアガ」のリーダー、ベーシスト。バレンの名で活躍中。
- 東京に出てきた頃、居酒屋で皿洗いのアルバイトをしていたがあまりの暗さに店長から辞めてほしいと言われクビになった[2]。
- 公にはしていないが、プロレス好きで「スケジュールが合えば、イッテンヨンとか観に行ってます」と答えている[3]。

## 出演
コンビでの活動はフットボールアワーを参照。

### バラエティ・情報番組
現在
- ダウンタウンのガキの使いやあらへんで!!（日本テレビ）- 不定期出演
- 千原ジュニアの座王（関西テレビ）- 審査員として不定期出演

過去
- ネプベガス（TBS） - チャレンジ問題（「ブサイク100ベガス」のコーナー）に出演。
- ホリさまぁ〜ず→マルさまぁ〜ず（TBS）- 準レギュラー
- 祝・岩尾（2011年11月20日、27日、TOKYO MX）
- フェス・岩尾（2011年12月4日 - 2013年3月31日、TOKYO MX）
- 俺たちが司会者!（2012年4月15日、テレビ朝日）- 司会
- 七人のコント待 第3期（2013年9月 - 10月、NHKBSプレミアム）- レギュラー
- バイキングMORE（2014年4月3日- 2022年3月31日、改題後の2020年10月1日から単独で出演、フジテレビ）
- ワシんとこ・ポスト（2022年3月 - 2023年6月、BSよしもと）- 木曜コメンテーター

### テレビドラマ
- BE-BOP-HIGHSCHOOL （TBS） - 兼子信雄 役
- 猟奇的な彼女（TBS） - 4回戦ゲスト
- 東京全力少女 第1話（日本テレビ） - 下北沢の不動産屋社員 役
- マネーの天使〜あなたのお金、取り戻します!〜 第7話（2016年2月18日、読売テレビ・日本テレビ系） - 「サプライず」富田 役[4]
- トットてれび 第5回（2016年6月4日、NHK総合） - プロデューサー 役
- 下北沢ダイハード（2017年9月23日、テレビ東京） - ブライアン錠 役
- オーファン・ブラック〜七つの遺伝子〜 第3 - 5話（2017年12月16日 - 2018年1月6日、東海テレビ） - 吉川勇 役

### 映画
- XX（エクスクロス） 魔境伝説 （2007年） - 物部昭 役
- 桜と印籠（2008年）
- 神様のパズル （2008年） - 須藤 役
- 引き出しの中のラブレター （2009年） - 稲村太郎 役
- さらば愛しの大統領（2010年）
- YOSHIMOTO DIRECTOR'S 100 〜100人が映画撮りました〜
  - 監督作品：『スイッチ』
  - 主演作品：『ニュース』- 後藤輝基監督
- 帰ってきたバスジャック（2017年）- 柳田敏夫 役

### ウェブテレビ
- 安室奈美恵ファッション総選挙　FASHION MOVIE BEST 50（2018年9月9日、AbemaTV）[5]

### CM
- マンダム GATSBY スゴ落ちスクラブ（2009年） - 木村拓哉（SMAP）と入れ替わりで登場
- Real（2010年2月） - BRIGHTの2ndアルバム
- メルカリ フリマアプリ「プレゼントの行方篇」（2017年3月 - ）[6]
- イエナビスタジオ（アールプランナー不動産） - CMキャラクター・タジオ（声の出演）
- 東京電力エナジーパートナー（2018年 - ）- CMキャラクター・テプコン（声の出演）[7]
- トヨタ自動車トヨタ3代目シエンタ（2022年8月 - ）

### PV
- Sissy『ストロベリー』
- GALETTe*『至上の愛』（2015年7月22日）[8]